# Alegoría del Buen y del Mal Gobierno
La Alegoría del Buen y el Mal Gobierno es una pintura mural hecha en el siglo XIV en el Palacio Público de Siena, Italia. Los hermanos Lorenzetti, Pietro y Ambrogio, realizaron esta obra dentro del contexto de la pintura gótica. La importancia de esta obra radica en que es una de las poquísimas manifestaciones artísticas que se sale del marco religioso cristiano representando temas profanos. Esto supuso una ruptura conceptual y temática con la tradición gótica anterior.

## Contexto histórico
El gótico tiene su origen en Francia hacia la segunda mitad del siglo XII. En sus comienzos coexiste con el epílogo del románico. El distanciamiento entre estos dos estilos se produce a raíz de una serie de cambios económicos, sociales, políticos e ideológicos. El primero de estos cambios fue el producido con el aumento de la población europea. A este aumento hay que sumarle la situación de bonanza climática ocurrida. Estos dos hechos favorecieron el poblamiento de nuevos territorios así como la siembra y roturación de nuevas tierras. A consecuencia de estos nuevos núcleos de población se produjo el renacer urbano.

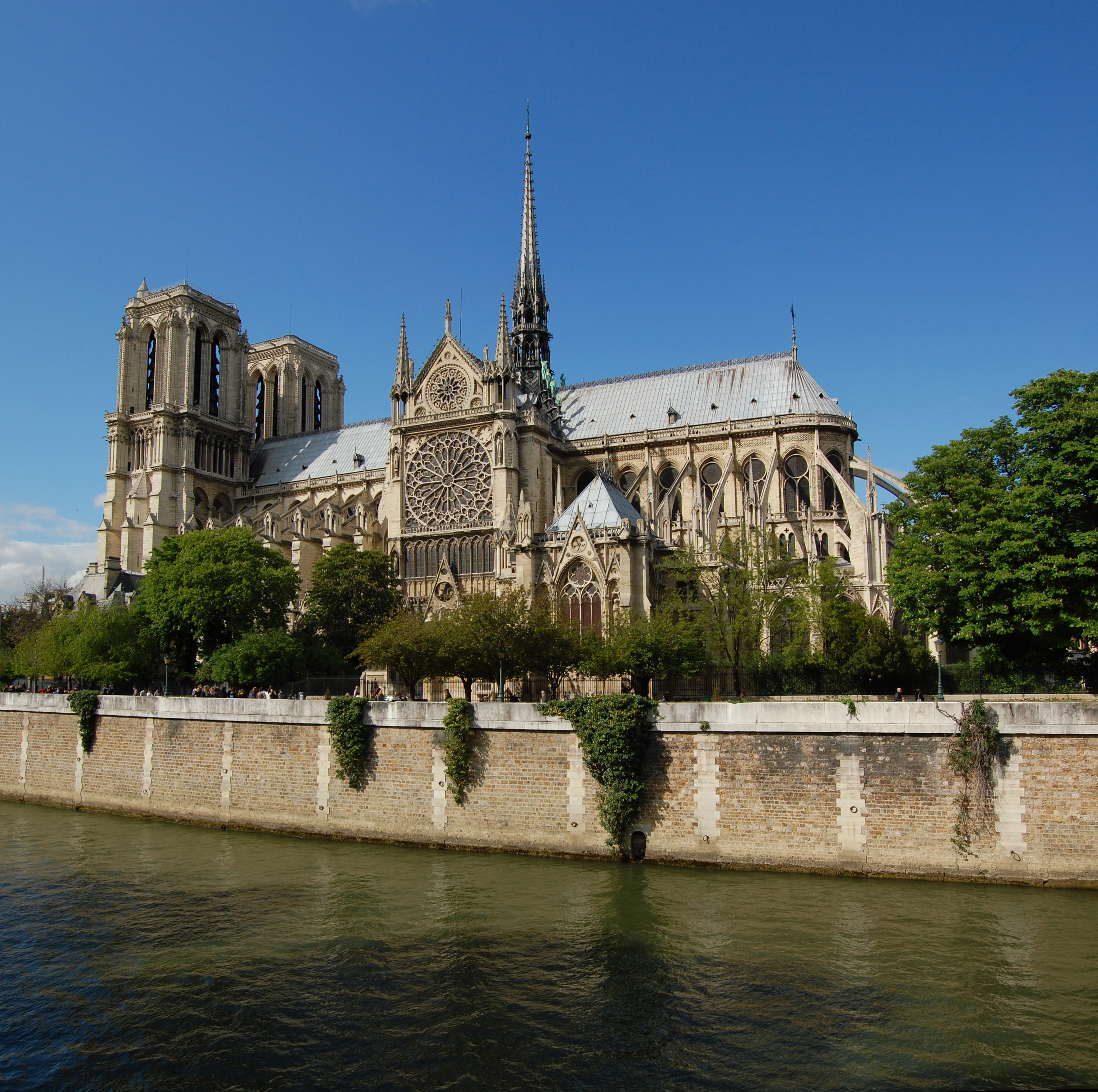
Catedral de Notre Dame en París

El arte gótico, como tal propiamente dicho, coincide temporalmente con la plenitud y la crisis de la Edad Media. Hay que tener en cuenta pues que el siglo XIII fue uno de los momentos más dinámicos del periodo medieval desde un punto de vista tanto histórico, como social y económico. Esa situación cambiante desencadenó finalmente en la terrible crisis del siglo XIV.
Uno de los métodos más comunes para indicar la diferencia entre el arte románico y el gótico, consiste en centrarse en aquello que refleja cada uno. De este modo mientras que el arte románico refleja una sociedad ruralizada de guerreros y campesinos, el gótico es coincidente con el máximo desarrollo de la cultura urbana donde aparece la burguesía, las universidades y el florecimiento de las órdenes religiosas (el Cister, franciscanos y dominicos), así como la acentuación de los conflictos y la disidencia (revueltas populares, herejías, desarrollo y crisis escolástica, Cisma de Occidente). Otro aspecto importantísimo que no hay que olvidar es todo lo relacionado con la Peste negra y la Guerra de los Cien Años. Este mundo tan cambiante sólo puede entenderse en términos de una mutación fundamental. Este gran cambio, en el ámbito de la historiografía, es denominado la transición del feudalismo al capitalismo.

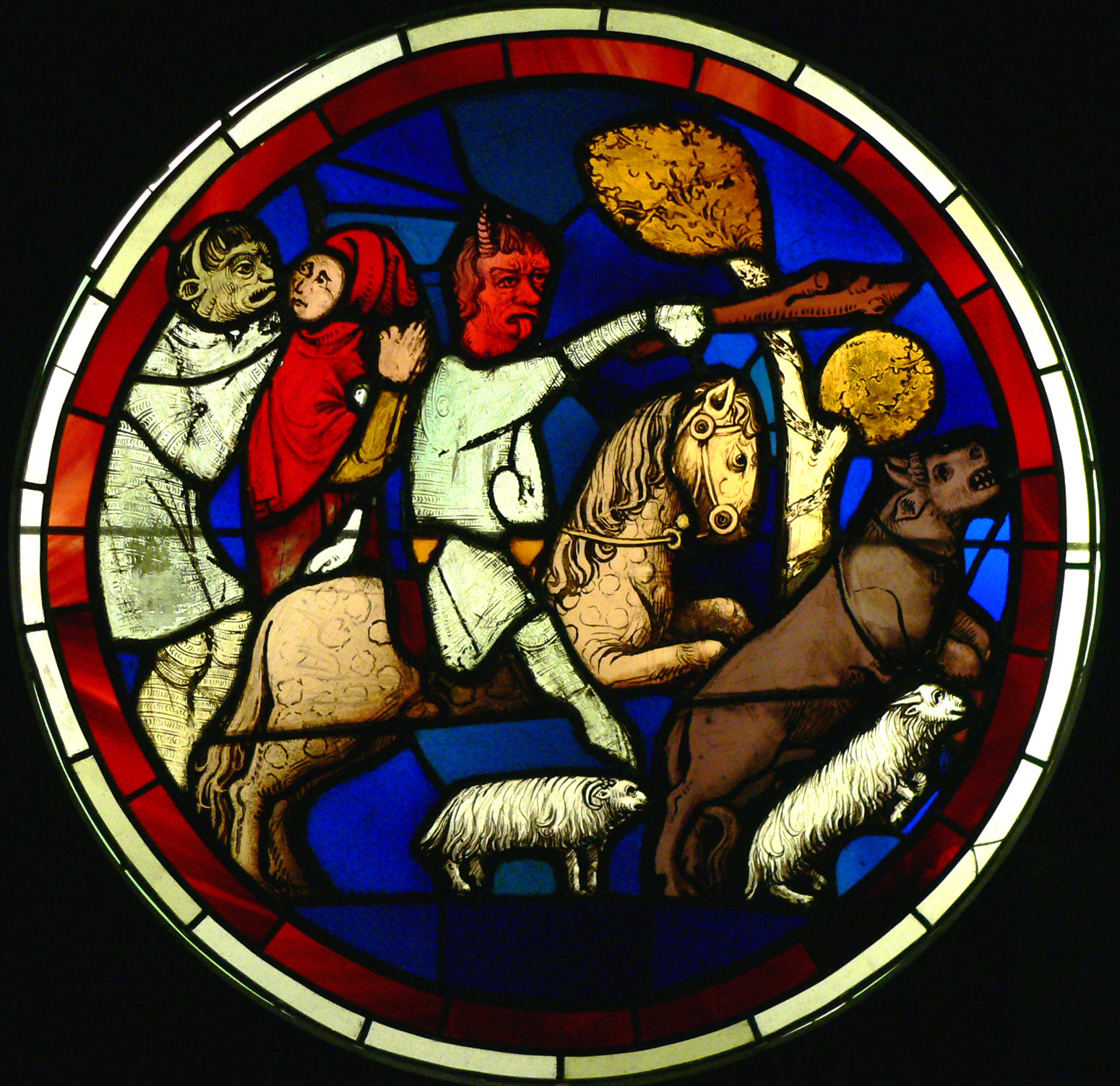
Pintura gótica "El diablo y una mujer"

Los siglos iniciales del gótico suponen cambios estilísticos acusados respecto al periodo románico. Los gustos estéticos se modificaron, ya que la burguesía impulsó una sensibilidad de carácter realista. Esta sensibilidad acabó por concretarse en un lenguaje plástico naturalista, como aconteció, por ejemplo, en la proliferación de los retratos en la pintura de los primitivos flamencos. Este lenguaje supuso además una metamorfosis de la percepción religiosa gótica haciéndola más humana, emotiva y dinámica. Esta transformación que hoy se puede entender sin demasiadas dificultades, en su momento estuvo sembrada de tensiones y oposiciones.
Tradicionalmente para subrayar las diferencias entre el románico y el gótico, se recurre a los contactos detectables en el campo arquitectónico o en las artes figurativas. Aunque eso resulte muy útil y efectivo, no hay que dejar de lado el ámbito iconográfico ya que también es revelador. En este periodo hay cambios profundos en la mentalidad de los hombres que son los que acaban incidiendo en el campo de las formas. Puede afirmarse que estas transformaciones en el campo del arte obedecen directamente a las que vive la sociedad contemporánea. Las formas artísticas se adaptan rápidamente a las nuevas exigencias e influyen a su vez en la colectividad. Es un fenómeno de flujo-reflujo o acción-reacción en el que es difícil, por no decir imposible, delimitar responsabilidades.

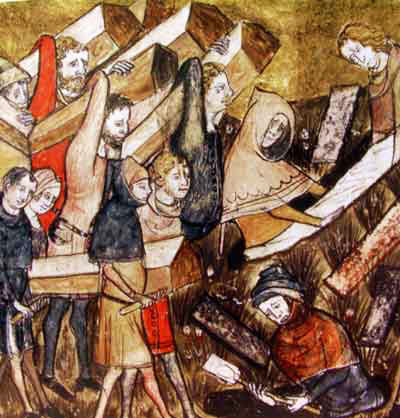
Ilustración de la Peste en la "Chronicles of Gilles Li Muisis" (1272-1352). Bibliothèque royale de Belgique, MS 13076-77, f. 24v.

La arquitectura, la pintura, la escultura y todas las restantes artes en general, a pesar de recibir el calificativo de góticas, tienen a veces muy poco en común de unas zonas a otras. Es por ello que el término gótico sea más adecuado para definir la época en sí que las realizaciones artísticas surgidas dentro de ella. Hablar de gótico supone aceptar desde un principio la vigencia de un término que, de ser estrictos, deberíamos rechazar por su vaciedad. La arquitectura y el arte que desde mediados del siglo XII comienza a desarrollarse en Europa no es en modo alguno el de los godos, y puede afirmarse que Vasari estuvo poco afortunado al acuñar el apelativo. No obstante, también podemos admitir como cierto que la eficacia de las palabras se mide por su vigencia, y en este caso concreto ésta la tiene, aunque obviamente no haya que olvidar que ha sido llenado de contenido con el paso del tiempo. El gótico es, en definitiva, el arte de la Europa bajo medieval. Es un arte en absoluto uniforme, donde las diferencias y los contrastes entre las zonas norte y sur son muy acusados. En los primeros siglos destacan dos modelos: el de la isla de Francia y el toscano. En torno a ellos y dentro de la dinámica centro-periferia se desarrolla el arte de otros países. Este hecho será explicable muchas veces a partir de las coordenadas del colonialismo cultural.

### La crisis delSigloXIVy la Peste negra

Difusión de la Peste negra. En verde, las áreas de menor incidencia.

La crisis del siglo XIV es un periodo que puede considerarse como de crisis secular o crisis general. Especialmente si nos centramos en el ámbito europeo. Temporalmente abarcaría el tramo final de la Edad Media, teniendo su apogeo hacia el año 1400. Las tierras eran la base económica de la época y se volvieron improductivas debido a diversos motivos. Entre ellos hay que destacar el agotamiento de los suelos, las variaciones climáticas con lluvias intensas que provocaron inundaciones y la falta de técnicas agrícolas adecuadas. Esto propició que la situación económica se tornase insostenible. El mejor reflejo de esta situación son las grandes hambrunas ocurridas. Además de los muertos directos que hubo, estas hambrunas generaron un debilitamiento generalizado de la población que quedó expuesta a contraer enfermedades. Abandono de la economía rural y concentración de la población, en condiciones miserables, en las grandes ciudades son características de este periodo.
En estas condiciones, en Italia comienzan a morir un número elevado de personas. Poquísimo tiempo después, en 1348, los primeros síntomas claros de una infección masiva se manifiestan. La explicación es que los navíos venidos de Oriente transportan ratas infectadas que, a través de sus pulgas, transmiten la bacteria a la población humana. Si tenemos en cuenta la importancia de este país en el entramado de las rutas comerciales, deducimos inmediatamente el motivo por el que esta peste fue tan devastadora numéricamente hablando. Como ya hemos dicho esta enfermedad es del tipo infecto-contagiosa lo que lamentablemente favorece su expansión. La peste tiene varias formas de manifestarse: bubónica (infección a través de la pulga o rata, inflamación de ganglios), neumónica (contagio a través del aire infectado, de una persona a otra) y septicémica (la bacteria se multiplica en la sangre infectando todo el organismo). Los síntomas más típicos que la caracterizan son fiebre, náuseas, sed y cansancio. 

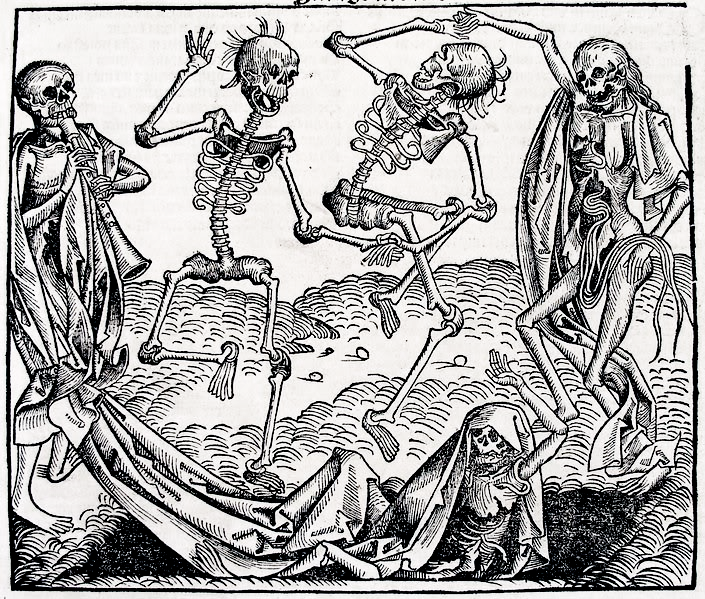
Danza de la Muerte

Se calcula que ésta epidemia arrancó la vida a unos 25 millones de personas aproximadamente en Europa. Se fue extendiendo desde el norte de Europa hasta el mar Mediterráneo y al mismo tiempo desde Constantinopla hasta Gran Bretaña. El continente tardó mucho en recuperarse demográficamente del golpe ya que hubo dos nuevo brotes en 1360 y 1371. La población de Europa en 1340 ascendía a unos 74 millones de habitantes pasó a contar únicamente con unos 50 millones en 1450. Aunque la peor parte ya había pasado, la enfermedad permaneció endémica en la población durante varias decenas de años más. A partir de 1670, año de la gran peste de Londres, la enfermedad fue desapareciendo gradualmente.
En el ámbito artístico, los consecuentes temores de la época quedaron fielmente plasmados en las representaciones de la Danza de la Muerte. En ellas, un esqueleto que representaba la muerte azarosa se llevaba danzando a jóvenes y adultos, ricos y pobres, Es decir, no hacía distinciones de tipo social o religioso pues la peste no entendía de clases. En el lenguaje de los símbolos esta época cambia la percepción del cuerpo humano así como la imagen que teníamos de la belleza y de la muerte. El esqueleto es la forma de recordarnos que más allá de los roles sociales, todos nosotros estamos constituidos por las mismas cosas. El esqueleto además puede aparecer con el estómago abierto y las tripas colgando, lo que refleja otra parte más de nuestra realidad constitutiva, el interior del cuerpo humano es en todos los casos algo desagradable a la vista.
Sin embargo y como ha ocurrido en muchas ocasiones a lo largo de la historia, el final de la crisis provocó un efecto positivo para la sociedad europea. Supuso una renovación del decadente sistema feudal. Los lazos feudales y la rigidez estamental, característicos del periodo anterior, fueron debilitándose paulatinamente. Se produjo la introducción del pensamiento moderno, caracterizado por el hecho de que el ser humano es más consciente de su participación e incidencia en la realidad. La propia realidad pasa a ser analizada con el método científico, predominando éste sobre la fe. La nueva espiritualidad, sin dejar de tener sus rasgos propios, se presenta de una forma mucho más racionalizada, desplazando al teocentrismo medieval imperante.

## Autores
Los autores de El buen y el mal gobierno son dos pintores italianos, los hermanos Lorenzetti, Pietro y Ambrogio.

### Características generales
- Las principales características que definen sus estilos son en líneas generales:
- Dan gran importancia a las pinturas murales.
- Su pintura presenta una gran riqueza cromática, azules intensos, rojos profundos, amarillos, rosas que no son naturales.
- Los colores se adaptan a la psicología de los personajes.
- Presenta un marcado naturalismo en la representación de un espacio tridimensional por medio del sombreado. Esta característica rompe con los colores planos heredados de las vidrieras góticas.
- También buscan el naturalismo en la expresión del sentimiento de los personajes que representan. Tratan de expresar los estados anímicos por medio del gesto. De este modo al igual que pasa con la variedad cromática, la actitud busca la aproximación al alma del personaje.
- Desarrollan un marco real con paisajes urbanos o rurales donde superponen las figuras.
- Una característica principal de la Escuela de Siena es su dulzura y elegancia y la búsqueda de la belleza pura concentrada.
- Las figuras se caracterizan por su monumentalidad, pero a su vez también lo hacen por una elegancia y una gracia conmovedoras.

### Influencias directas

#### Giotto di Bondone

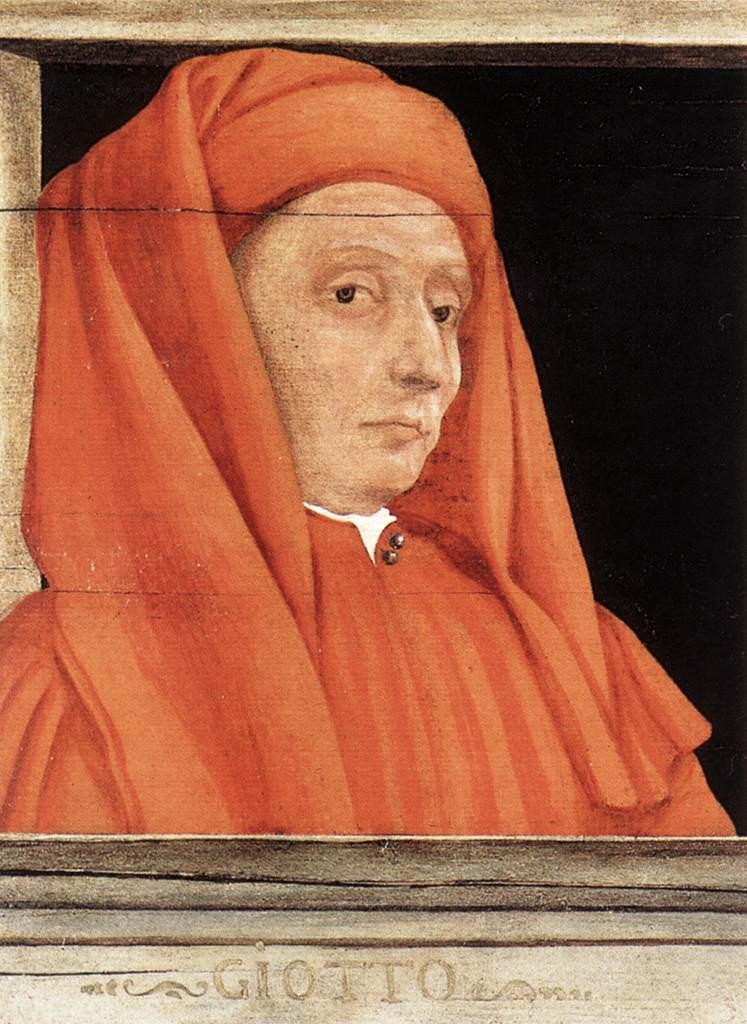
Presunto retrato de Giotto

Conocemos, por las crónicas de sus contemporáneos, la gran revolución que supuso su nueva concepción artística, que se puede considerar como precursora de las innovaciones que cambiarán la marcha de la pintura occidental en el Renacimiento. En sus obras se aprecia el gran estudio que Giotto había realizado sobre la naturaleza. De hecho es el gran iniciador del espacio tridimensional. Con él se pasa de las planas y simbólicas figuras del Arte Bizantino a otras modeladas e individualizadas en perspectiva. Otro aspecto importante que hay que reconocerle es que fue capaz de dotar a sus representaciones de volumen y peso.

#### Duccio di Buoninsegna

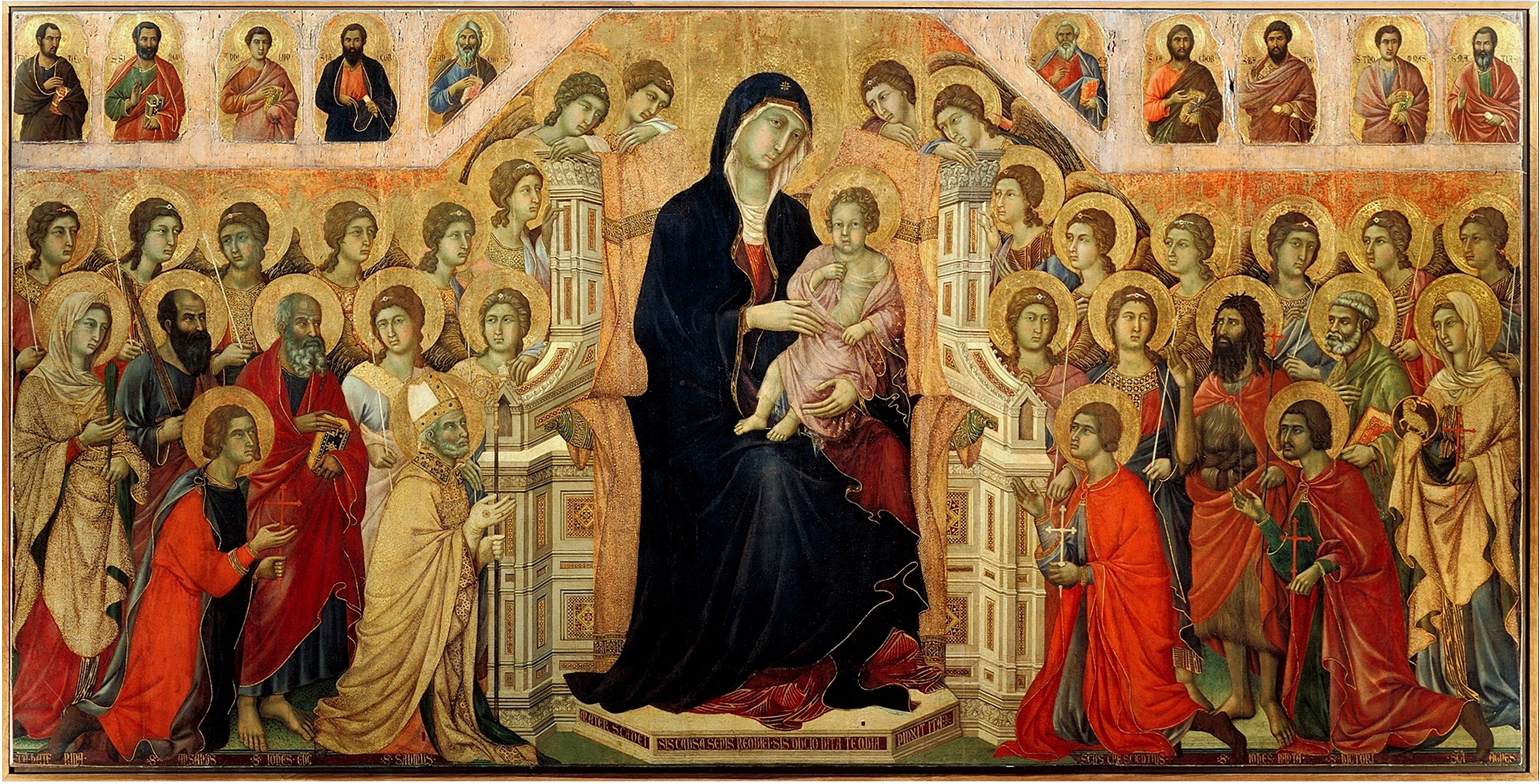
Obra de Duccio di Buninsegna

Fue el fundador de la Escuela de Siena. La mayoría de sus obras, como las de todos sus contemporáneos, son de carácter religioso. Sus composiciones denotan su especial interés en el realismo del detalle y en la representación de lo anecdótico. Presenta una gran habilidad en la composición y su calidad decorativa es destacable. Su principal diferencia respecto al modelo bizantino que seguía, reside en la intensidad emocional de su obra, mayor que en el caso bizantino.

#### Simone Martini

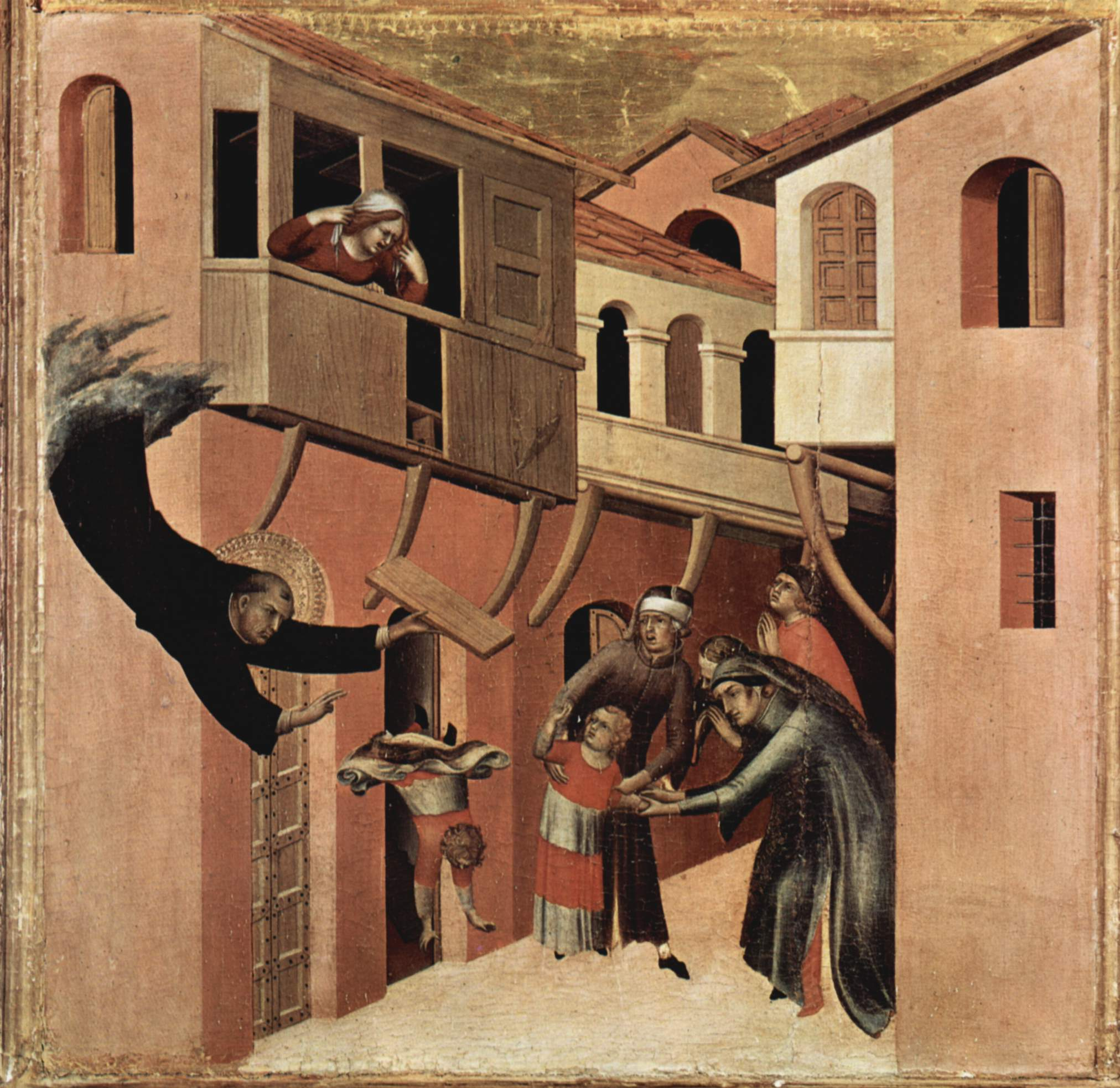
Obra de Simone Martini

Fue sin duda el otro gran maestro de la escuela sienesa. Su formación estuvo muy directamente relacionada con Duccio y sus seguidores. Aun así presenta un paso adelante respecto a su maestro en el camino hacia el Renacimiento. A diferencia de éste, mostró un gran interés por la introspección psicológica de los personajes y los efectos de perspectiva. Hizo un uso decorativista de la línea y del color. Sus composiciones una vez más están dotadas de delicadeza y elegancia. Sus obras presentan por tanto una armonía y un refinamiento dignos de mención.

### Pietro Lorenzetti
Nace en Siena en 1280. Los inicios de su formación corrieron a cargo de Duccio di Buoninsegna. Más adelante completaría sus estudios con Giotto y Simone Martini en el gran taller de la Basílica de San Francisco de Asís. Esta curiosa combinación de maestros y estilos le llevó a desarrollar un lenguaje figurativo totalmente autónomo y original. Su estilo podría resumirse como una síntesis majestuosa del arte sienés y el lenguaje de Giotto. Este tipo de mezclas e innovaciones sólo están al alcance de unos pocos afortunados.

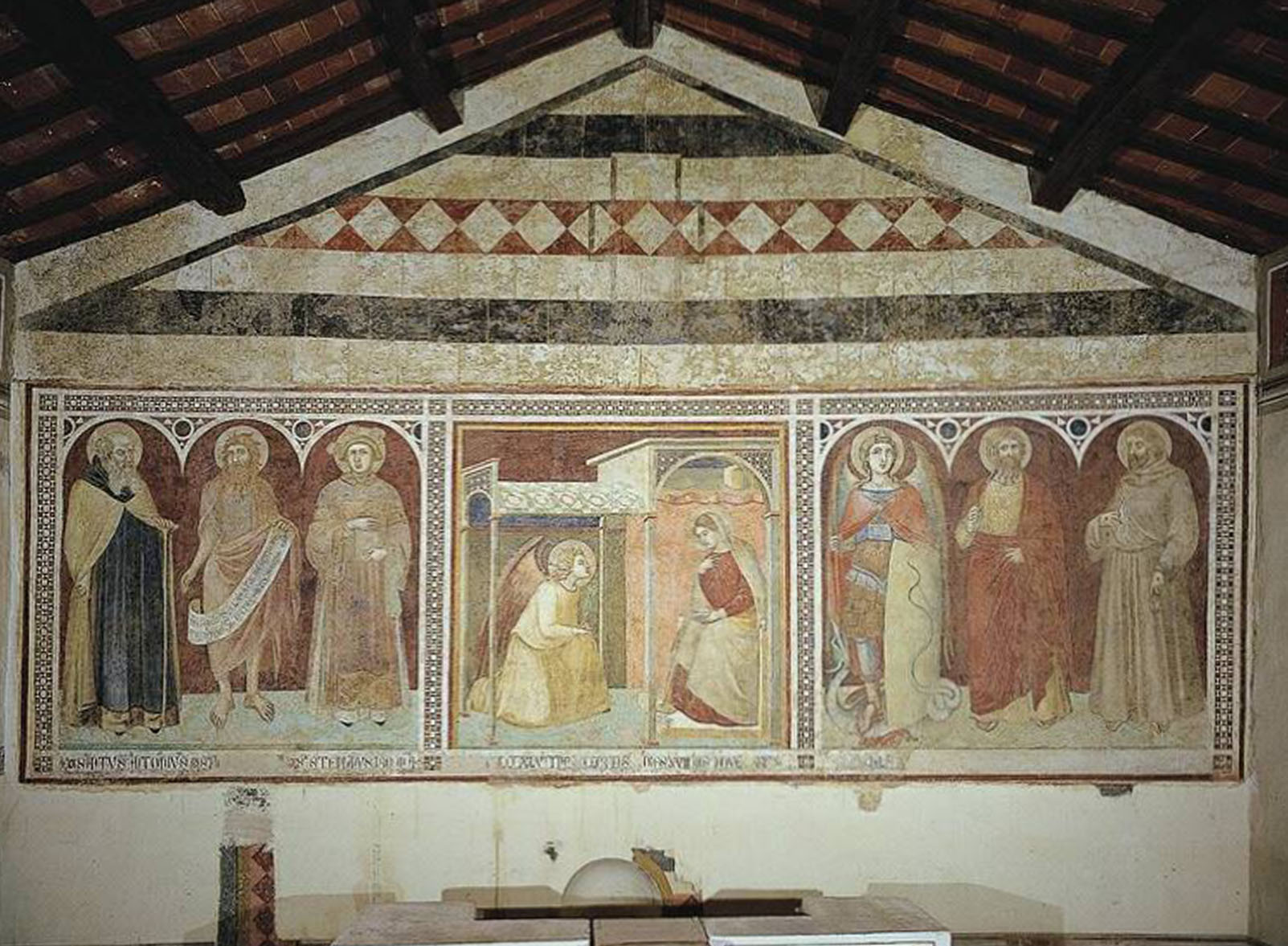
"Anunciación" de Pietro Lorenzetti

Lorenzetti pintó en Asís y después se trasladó a Siena, donde en 1329 pintó la gran Pala del Carmine. En esta obra resulta imprescindible citar la Fuente del profeta Elías. En ella vemos a una carmelita que coge agua de una especia de fuente con una jarra. La sensibilidad del pintor por las cualidades materiales de los elementos naturales y por los relativos efectos ópticos es impresionante. En algunos detalles podríamos decir que la imagen se asemeja más a una fotografía que a una pintura. Por poner un ejemplo, podríamos destacar el increíble realismo con el que plasma el movimiento del agua. La mayoría de sus obras religiosas están en iglesias de Siena, Arezzo, y Asís.
Con la colaboración de su hermano Ambrogio ejecutó en el año 1335 los frescos, hoy perdidos, de la fachada del Ospedale di Santa María allá Scala. De 1335 a 1342 trabajó en la catedral de Siena, donde pintó la Natividad de la Virgen. Esta es la última obra documentada de Pietro Lorenzetti. Lamentablemente no se tiene más noticias de este autor a partir de 1347 por lo que se cree que es muy probable que muriese durante la peste de 1348. 

### Ambrogio Lorenzetti
Nació probablemente en 1290. Fue un pintor italiano de la escuela de Siena. Era el hermano menor de Pietro Lorenzetti. El apogeo de su actividad artística se desarrolló entre los años 1317 y 1348. Al igual que ocurre con su hermano, se cree que murió durante la epidemia de peste.

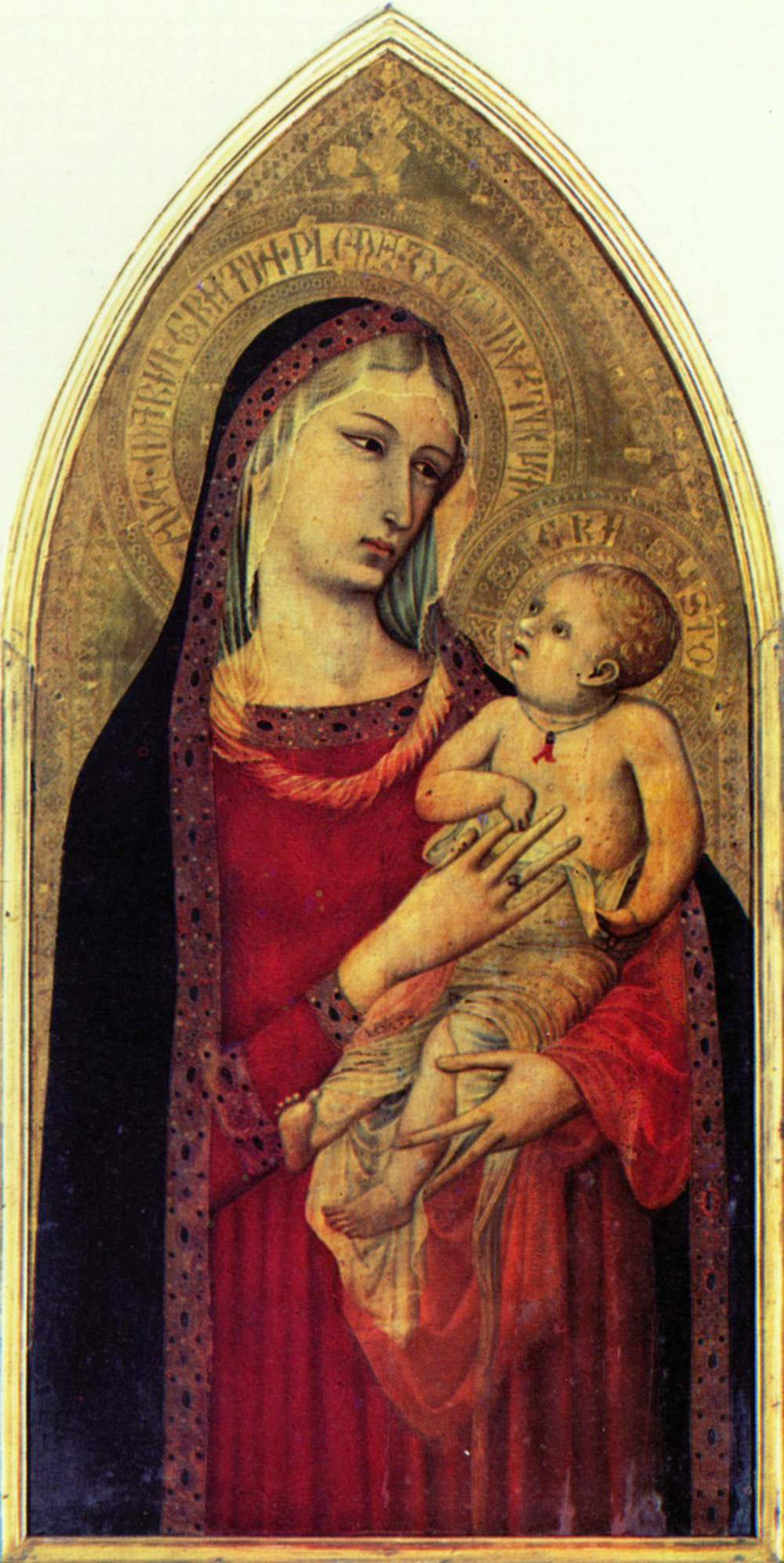
"Madonna con niño" de Ambrogio Lorenzetti

Su formación artística la recibió de manos de Duccio di Buoninsegna. La obra conocida más antigua que se le atribuye es una Madonna con niño de 1319. Una vez completada su formación se mudó a Florencia donde ingresó en la cofradía de los médicos y especieros. En aquella época correspondía también a los pintores. Simone Martini resultó ser un personaje clave en la vida de Ambrogio. En aquel momento Simone Martini estaba considerado como uno de los mejores pintores vivos. Además de ser su amigo personal, fue su maestro y marcó claramente el estilo de Ambrogio. La principal diferencia reside en que el estilo final de Ambrogio siempre fue más naturalista debido a la influencia de su primer maestro.
En sus pinturas, Ambrogio funde con gran acierto la grandiosidad con los pequeños detalles. La combinación de enseñanzas recibidas hace que el estilo tan personal de este autor no pueda ser totalmente paralelo al de la escuela sienesa. Por este motivo en un principio fue poco comprendido y sus comienzos no fueron muy exitosos. El punto de inflexión en su carrera como pintor fue provocado por las buenas recomendaciones que su amigo Simone Martini hacía de él. Su éxito fue tal que llegó a trabajar en la corte papal de Aviñón.
Cuando volvió a Siena, trabajó en los frescos de su Palazzo Pubblico en un ciclo narrativo de tema civil y político. La obra fue realizada entre 1338 y 1340 en tres de los muros del denominado Salón de los Nueve. Estos frescos constituyen una de las obras maestras del Prerrenacimiento. Se trata del primer conjunto pictórico medieval en el que se desarrolla un tema civil, con un claro programa propagandístico. Aparecen representados una serie de ambientes con paisajes tanto rurales como urbanos, dando como resultado una obra de absoluta novedad en el panorama artístico de la época.

### Repercusión
Lamentablemente la nueva propuesta artística iniciada por los hermanos Lorenzetti no tuvo claros continuadores. Los talleres de Siena prefirieron repetir sus temas de Vírgenes y santos aristocráticos. El motivo de que tomaran esta decisión responde, más allá de cualquier suposición, al ámbito económico. Nos encontramos en un periodo en el que la religión tiene una presencia y una importancia incalculables, por lo que la clientela que demande ese tipo de obras es simplemente ilimitada. A finales del siglo XIV el arte sienes tenía dos caminos de los que sólo podía escoger uno. Podía o empezar de nuevo el estudio de la naturaleza o seguir en el ambiente en que le habían formado Duccio y Simone Martini.
A pesar de que su repercusión inmediata no fuera demasiado destacable, es innegable que hay ciertas cualidades dignas de admiración como la delicadeza conceptual, la elegancia compositiva o la exquisitez cromática. Otro hecho que hay que saber apreciar es el relacionado con la horrible situación vivida durante esta etapa histórica. Este período estuvo marcado por las guerras, las luchas internas, las conjuraciones y los levantamientos, el hambre y la peste. Por eso no se puede olvidar el enorme mérito que supone que el arte estuviera dotado de esta delicadeza y amor por una belleza refinada.

## Análisis de la obra
Los hermanos Lorenzetti realizaron las alegorías del Buen y del Mal Gobierno, como homenaje al ideario político del partido de los güelfos. Las composiciones tratan de mostrarnos la importancia del bien común y que éste nunca puede estar por debajo de ningún interés privado. Esta obra se trata de uno de los programas iconográficos de corte profano más ambiciosos del medioevo y sin duda uno de los más importantes.

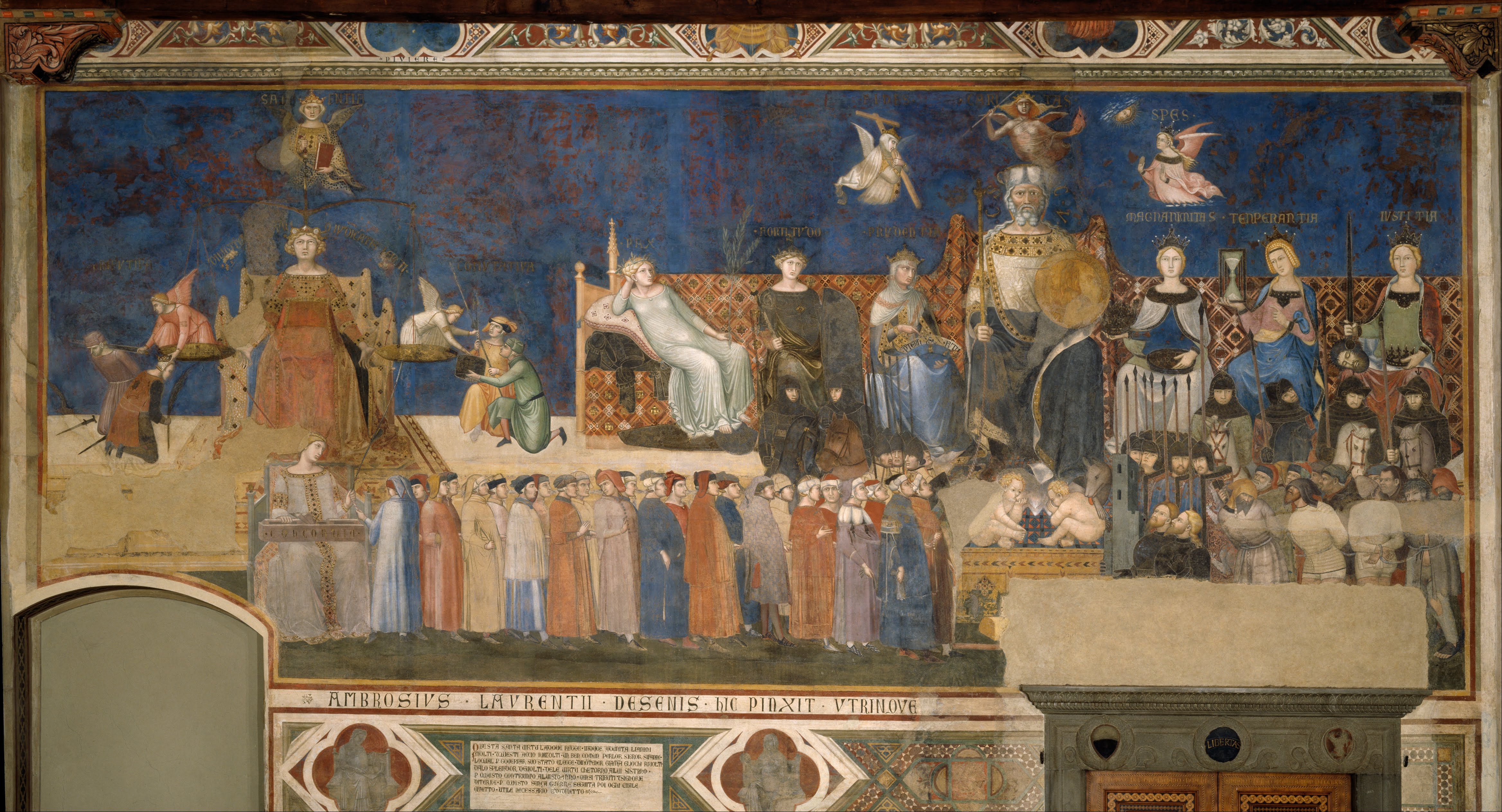
Alegoría del Buen Gobierno

Este conjunto de frescos está pintado en las paredes de la Sala de los Nueve del Palacio Comunal, que era el sitio de reuniones del consejo de los principales gobernantes de Siena. Este hecho sirvió de inspiración para las alegorías y quedó plasmado un amplio ideario político-moral a modo de metáfora. El fresco ilustra la contraposición y el choque de dos conceptos tan opuestos como la virtud y el vicio. No es la primera vez que estos temas son representados ya que esta temática fue recurrente en el arte medieval.
Los hermanos Lorenzetti pusieron en escena el ciclo de modo tal que el espectador, al entrar en la sala, observara primero los sinsabores del Mal Gobierno y al volverse a la derecha, la imagen opuesta, la justicia. Aparte de la secuencia de izquierda a derecha destacan los ejes conceptuales. En el muro del Buen Gobierno el eje principal es la personificación de la paz, ubicada entre este último y la justicia, pero empezaremos por la descripción de la alegoría del buen gobierno, la luz en todas las escenas en antinatural ya que no hay sombras y la luz tiene un origen desconocido. Los frescos del buen y mal gobierno han supuesto una valiosa fuente información para conocer las costumbres de la época, la vestimenta y la forma de construir.
En esta parte del fresco se observa la alegoría del buen gobierno, se puede ver a la izquierda a la justicia sentada en un trono representando el equilibrio sosteniendo en cada lado de la balanza al bien y al mal respectivamente. A la derecha según entramos en la estancia está la personificación del Buen Gobierno, significando al mismo tiempo Siena y la representación del bien común. Debajo de la justicia se ha representado a la concordia trenzando una cuerda que llevan los personajes situados en procesión en la parte inferior, estos eran los 24 consejeros de la ciudad y sus rostros son retratos fidedignos de las personas que ocupaban esos cargos en aquella época.

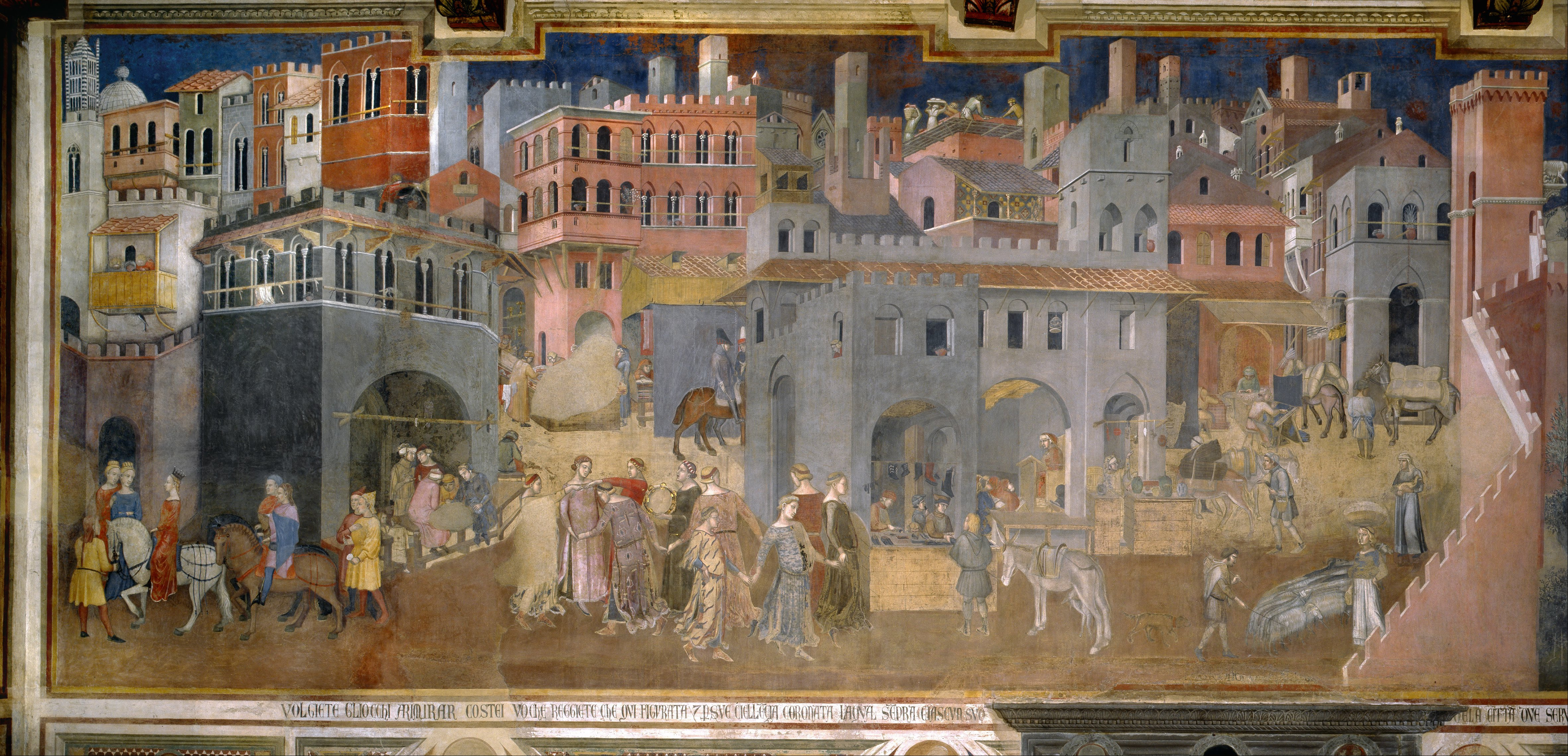
Consecuencias del Buen Gobierno en la ciudad

En la zona donde termina esta procesión de consejeros está situado el gobernador que se rodea de una serie de atributos que se muestran en forma de personificación (como la templanza, la justicia y la paciencia) a sus pies en la parte derecha de la escena hay retratados una serie de personajes maniatados que van hacia el posiblemente para ser juzgados por este soberano justo e imparcial.
El fondo es neutro y se refleja con el azul que da gran colorido y luz a la escena ya que en la edad media el colorido era de gran importancia y servía para captar la atención del Observador, por eso se usaba en gran cantidad de obras colores puros y vivos, para contrastar y captar la atención y así focalizar los elementos más relevantes.
En la pared de la derecha junto al buen gobierno esta la continuación del fresco con las consecuencias del buen gobierno en la ciudad, el escenario tiene gran cantidad de luz creada por las vivas tonalidades de los edificios y de las personas que están en el centro de la imagen, se han usado sobre todo colores amarillentos, azules y rojos.
Como ejemplos beneficiosos del buen gobierno se ven reflejados en el fresco, la seguridad (abajo a la izquierda con los caballeros o nobles paseando tranquilamente por la ciudad sin ningún temor) la abundancia (con la cantidad de mercancía que pasea por la ciudad y el aparente bienestar de la gente) y la alegría o la idea de comunidad (reflejada por el corro de personas que están en el centro dadas de la mano en forma de corro.
En la escena se ve cierta perspectiva de los valores más importantes y como van dando paso a otros de menor importancia pero de interés. En resumen la imagen refleja la importancia de la paz y de como esta desemboca en la alegría.
Estos frescos son la clara representación del naturalismo de la pintura italiana y de cómo esta va tomando fuerza poco a poco con el tiempo, la técnica del fresco es muy cultivada en Italia pero se va perdiendo poco a poco por el resto de Europa, la ciudad de Siena en la que está realizada el fresco es uno de los focos de mayor importancia dentro del mundo de la pintura mural.
El paisaje urbano tiene gran importancia y convive con el paisaje rural como ya veremos más adelante, el pintor italiano se empieza a interesar no solo en reflejar a las personas y sus emociones si no que también se interesa en captar la importancia del ambiente o paisaje que es fundamental para el desarrollo de la actividad de las personas.

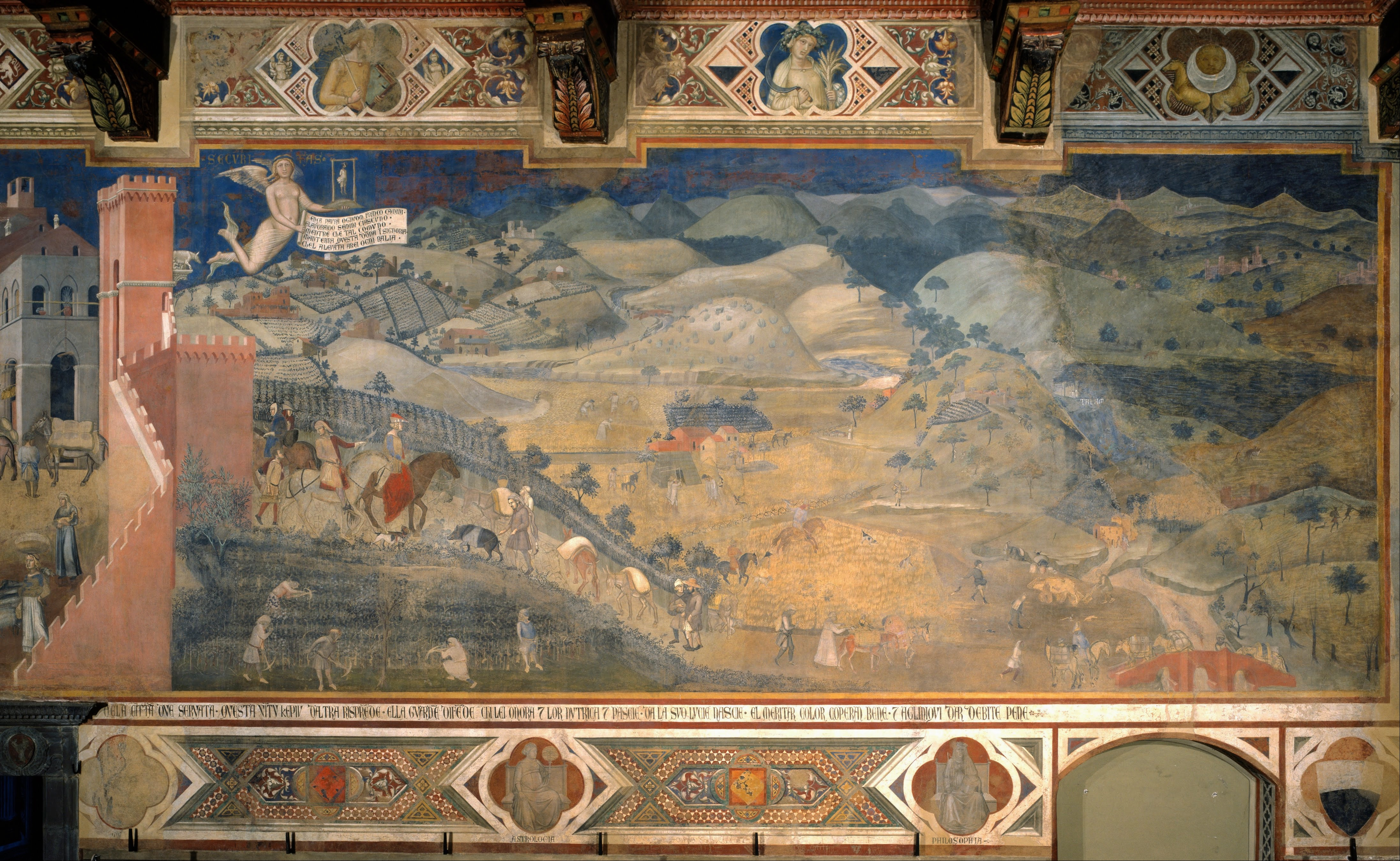
Consecuencias del Buen Gobierno en el campo

La escena está encabezada por un grupo de nobles que salen de la ciudad y pasean por el campo y en este se ve la labor del campesinado perfectamente organizado y trabajando tranquilamente, predomina la idea de la abundancia y la paz relacionada otra vez con la alegría, en la parte superior izquierda aparece con una especie de pancarta la seguridad que es la idea principal de esta alegoría del buen gobierno.
El detalle con el que se refleja el paisaje agrario es mucho mayor que el detalle a la hora de reflejar el paisaje urbano, el pintor tiene gran interés en estructurar el campo y en mostrar todos sus detalles, el paisaje es una de las bases de la pintura gótica italiana del siglo XIV y XV.
Se trata de las primeras vistas panorámicas del campo y la ciudad desde los tiempos clásicos, que expresan de forma dramática el dominio de la estructura y el control del espacio y la distancia que habían conseguido los pintores italianos durante la primera mitad del siglo, así como un exhaustivo detalle descriptivo organizado a gran escala y con gran riqueza, para formar un conjunto espacialmente convincente.
El estado de conservación de este segmento del fresco es muy bueno, los colores en esta parte son más amarillentos, azulados y grisáceos, en comparación con la escena de la ciudad el colorido del campo es mucho menor que el de la ciudad, pero su contenido e importancia es del mismo nivel.

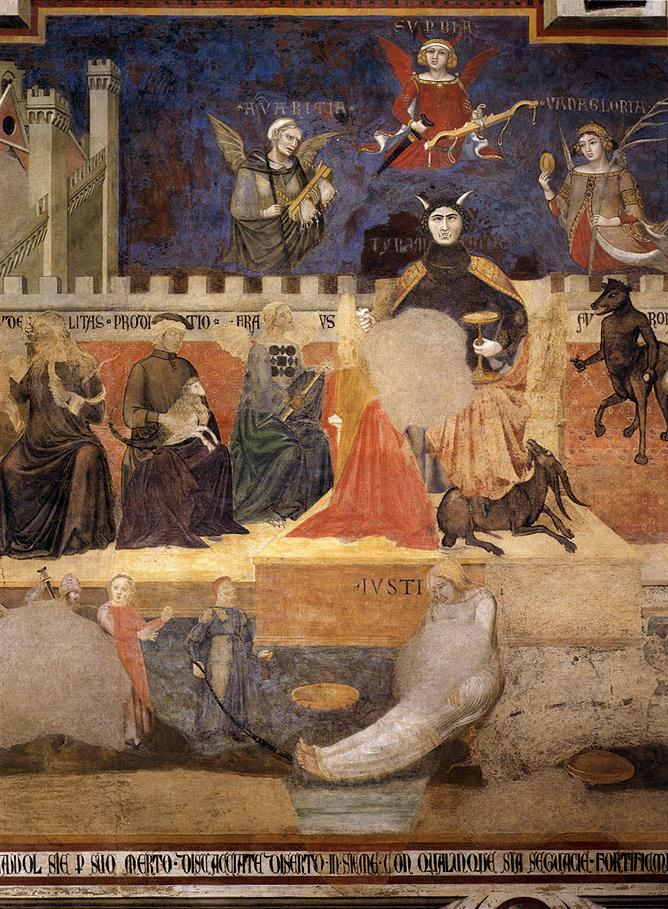
Fragmento de la Alegoría del Mal Gobierno y consecuencias en la ciudad

En la parte derecha de esta sección del fresco aparece la alegoría del mal gobierno, representado por la tiranía, aparece el soberano sentado en un trono con una apariencia diabólica y rodeado por una serie de personajes siniestros, aparecen a sus pies dos carneros que simbolizan la maldad o incluso al propio diablo, debajo de los pies del soberano esta la justicia atada e incapaz de actuar, mientras que esta vez los atributos de este soberano no son buenos y se ven encima de su cabeza a la avaricia, a la soberbia y la vanagloria. Y a su izquierda aparecen otros tres personajes d aspecto siniestro uno sostiene en sus brazos un híbrido entre carnero y reptil que simboliza lo antinatural, sentado junto a él está sentada la herejía representada con una especie de brujo o vidente.
En la parte izquierda del fresco está representada la ciudad en la que se puede ver entre las partes del fresco que se conservan una serie de hechos, como por ejemplo la enfermedad o la muerte representada con la persona tirada en el suelo junto a las personas que visten de azul y de rojo, a su lado se puede ver una disputa entre conciudadanos, y al fondo la ciudad está destruida y en un estado pésimo de conservación.
En la esquina izquierda superior se puede ver la representación del terror que es la que manda en esta escena a diferencia de la anterior que era la seguridad la que reinaba. Hay otros ejemplos de la muerte como los soldados que sale por la puerta de la izquierda del dibujo el de la derecha es un esqueleto y el de la izquierda de carne y hueso, simboliza la conversión con el tiempo de la vida en la muerte a través de la guerra.
La imagen esta mucho peor conservada que las anteriores los colores son más llamativos en la parte derecha de la escena mientras que según avanza hacia la izquierda el color va perdiendo “poder” y va dando paso a colores más oscuros y tenebrosos.

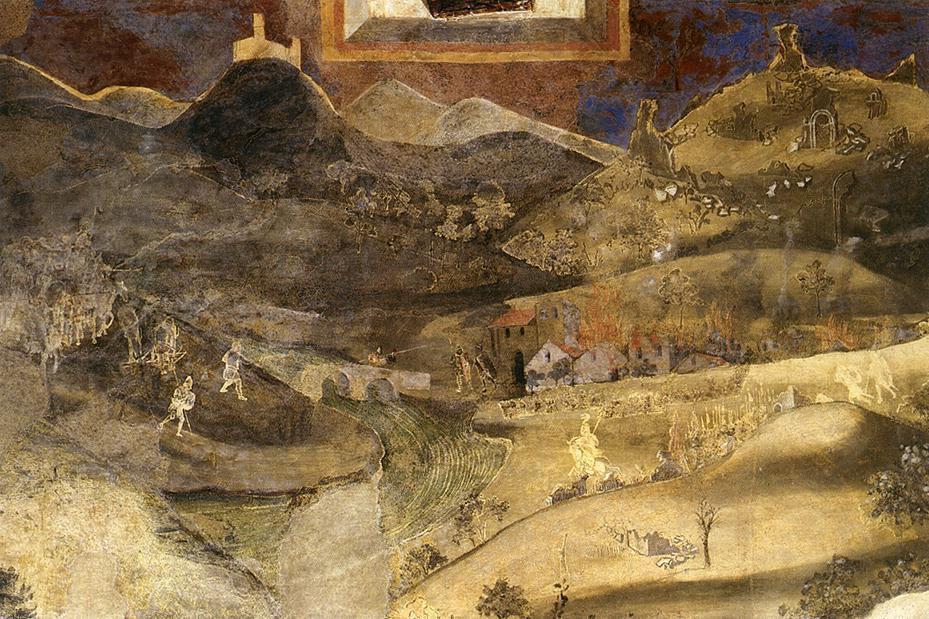
Consecuencias del Mal Gobierno en el campo

En esta escena del campo aparece todo totalmente destruido, se ve que el causante es la guerra (o el terror producido por esta) la guerra aparece reflejada en los soldados de la parte izquierda, el detalle del campo se complementado con el de la acción humana en el, se pueden ver las casas destruidas y en llamas, en la escena se pueden ver en la parte inferior derecha lo que podría ser los espectros de la guerra, aparecen una serie de personajes con un color menos definido pero con forma de soldados.
El tema de las consecuencias de este mal gobierno son las contrarias al del buen gobierno, prima la idea del terror como “padre” de todas las desgracias y su protector es el tirano que se alimenta de él, a través de este terror se genera toda la destrucción y todas las causas que hacen al hombre vil y agresivo.

## Influencia
Esta obra es de gran importancia porque fue totalmente innovadora. A pesar de estar inscrita en un periodo marcadamente religioso, su carácter profano le otorga a la obra un especial interés. Al ser capaces de abstraerse del enorme poder que tenía la religión en su época, los hermanos Lorenzetti se elevan sin duda a la categoría de genios.
Además esta innovación representa la ruptura que se producirá gradualmente a lo largo de los siguientes siglos y que supone la transformación del sistema feudal instaurado hasta ese momento flexibilizando las barreras estamentales.
De este modo, los hermanos Lorenzetti fueron unos artistas adelantados a su tiempo llegando Ambrogio, - humanista y preocupado por la política -, a ocupar el puesto de pintor principal de Siena. Fueron capaces de darle mucha importancia y predominancia a temas que en ese momento no significaban gran cosa.